# Шири Мајмон
Шири Мајмон (хебр. שירי מימון, Shiri Maimon; Хајфа, 17. мај 1981) израелска је поп, соул и R&B певачица, глумица и телевизијска водитељка.
У својој земљи постаје позната након што је у премијерној сезони музичког талент такмичења Звезда је рођена (Кохав нолад) 2003. године освојила друго место. Европској јавности постаје позната након учешћа на Песми Евровизије 2005. у Кијеву, где је са композицијом Хашекет шенишар (хебр. השקט שנשאר) заузела 4. место, што је био најбољи пласман Израела на том такмичењу још од 1998. и победе Дане Интернашонал у Бирмингему.
Године 2008. добила је музичку награду MTV Europe Awards за најбољег израелског певача године, док је у категорији Омиљени европски извођач исте године заузела треће место, одмах иза победника Дима Билана из Русије и британске певачице Леоне Луис.